# Rucka
Rucka (em cirílico:Руцка) é uma vila da Sérvia localizada no município de Čukarica, pertencente ao distrito de Belgrado, na região de Šumadija. Possuía uma população de 317 habitantes segundo o censo de 2002.

## Demografia
| 1948 | 1953 | 1961 | 1971 | 1981 | 1991 | 2002 |
| ---- | ---- | ---- | ---- | ---- | ---- | ---- |
| 340  | 320  | 290  | 257  | 278  | 317  | 310  |